# Outro
Outro är en musikalisk term. Den betecknar en eventuellt avslutande del av ett musikstycke, till exempel en poplåt, och är då motsatsen till intro. Namnet kommer från engelskan och är en nybildning till "intro", där in bytts ut mot out (engelska för 'ut'). Ordet kan i engelska också användas inom film, som benämning på eftertexterna.